# مادة لابلورية

البنية اللابلورية للسيليكا(SiO_{2}).

المادة اللابلورية أو غير متبلورهي مادة صلبة لا تتوزع فيها الذرات توزيعًا منتظمًا في شبكة بلورية، وإنما يكون توزيع الذرات فيها عشوائيا ولكن على مسافات تكاد تكون متساوية، بمعنى أن توزيع الذرات فيها لا يتبع أي نظام من الأنظمة البلورية. توصف المواد اللابلورية أيضا بأنها زجاجية التركيب حيث أن الزجاج هو أشهر المواد اللابلورية إلى جانب السراميك والبورسلين والبلاستيك (معظم الأحجار والمعادن الأولية والأملاح تكون بلورية). وقد تتسم المواد اللابلورية بشيء من النظام على النطاق القصير (حيز 10 - 20 ذرة) إلا أنها غير منتظمة على المدى البعيد ولهذا تسمى جوامد لابلورية. مثال على ذلك بنية الزجاج والبوليسترين وكذلك الحلوى. تتصف الجوامد ذات نظام بلوري على النطاق البعيد (أي نظام واحد يشمل البلورة من أولها إلى أخرها) بالبلورات. مثال على البلورات نجده في ملح الطعام والسكر وبصفة واضحة السكر نبات.
أشهر أنواع المواد اللابلورية الزجاج وتسمى تلك المواد أحيانا «سائل صلب» حيث أن الجزيئات في السائل تكون موزعة عشوائيا بلا نظام، كما توصف المواد اللابلورية بأنها زجاجية البنية.

## مثال لمادة بلورية
وحدة خلية الحديد 

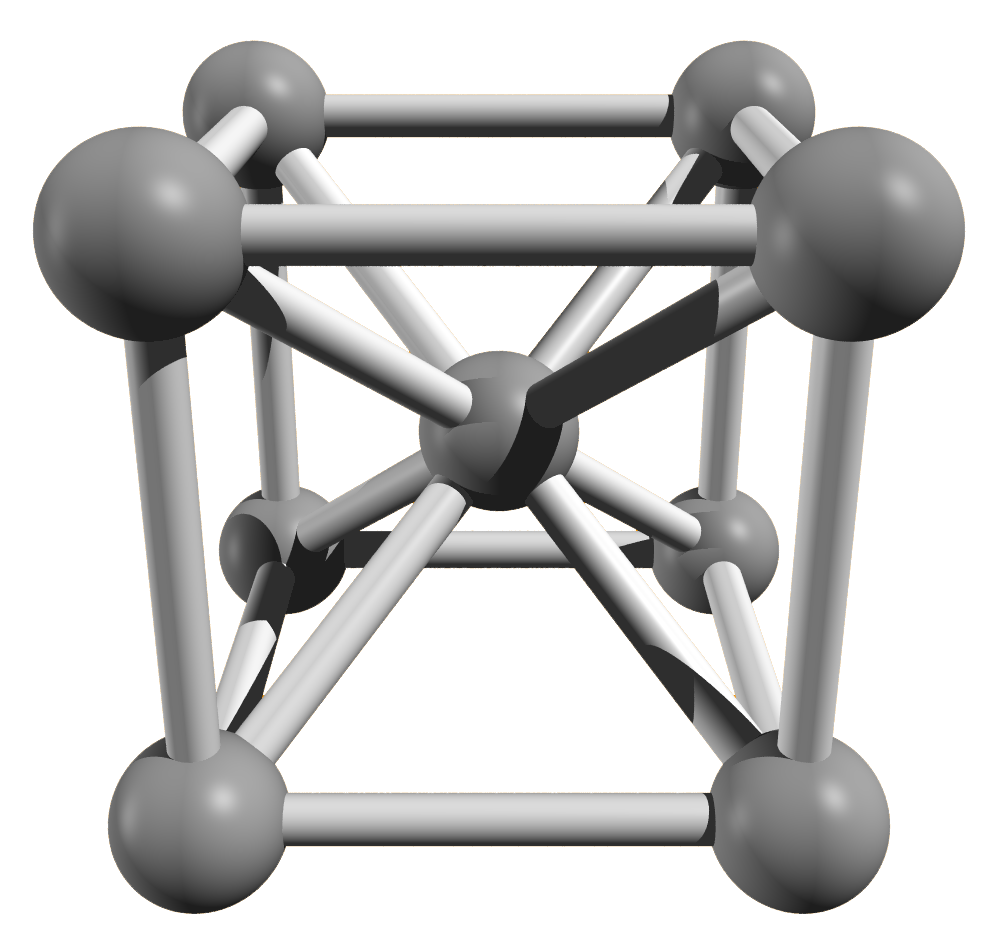
وحدة خلية الحديد وتحتوي ذرتين.

الشكل المقابل يبين وحدة خلية الحديد من النوع ألفا-الحديد، وهو نظام بلوري مكعب. ولكي نقوم بتعيين عدد الذرات الموجودة في الخلية، فنهدها كالآتي:
- توجد ثمانية ذرات تشغل الثمانية أركان للمكعب. ولكن كل منها يشترك في ثمانية مكعبات مجاورة، فيكون نصيب خليتنا منها ذرة واحدة.
- تحتوي خليتنا على ذرة في مركزها.

بذلك نكون قد عيينا عدد الذرات في الخلية «الأولية» وهو 2 ذرة.
لذلك يسمى هذا النظام المكعب نظام بلوري مكعب مركزي الجسم.